# Nobusuke Kishi
Nobusuke Kishi (Japans: 岸 信介,  Kishi Nobusuke) (Tabuse, 13 november 1896 - Tokio, 7 augustus 1987) was een Japans politicus en zowel de 56ste als 57ste premier van Japan. Hij was een zeer invloedrijke man die met zijn beleid een stempel drukte op de geschiedenis van het moderne Japan.

## Vroegere jaren
Kishi Nobusuke werd geboren in Tabuse, prefectuur Yamaguchi, als Satō Nobusuke, tweede zoon van Satō Hidesuke en Moyo. Zijn vader was geboren als Kishi Hidesuke. Bij zijn huwelijk met Satō Moyo, gaf hij zijn eigen familienaam op en werd hij als yoshi opgenomen in de familie Satō.
Beide families, Satō en Kishi, stamden af van samoerai uit Chōshū. Satō Nobusukes overgrootvader was een leider van de Chōshū-samoerai die streden voor de omverwerping van het oude regime, wat uiteindelijk leidde tot de Meiji-restauratie in 1868. De oom van zijn moeder was een generaal die de Japanse cavalerie oprichtte. Kortom, de jonge Satō Nobusuke groeide op in een sfeer van politiek bewustzijn. Hij werd voortdurend herinnerd aan de verwezenlijkingen van zijn familie en van de Chōshū-clan. Van kinds af werd hem voorgehouden nooit te verloochenen aan zijn samoerai afkomst en nooit genoegen te nemen met een tweede plaats.
Op achttienjarige leeftijd werd Satō Nobusuke op zijn beurt yoshi. Er werd een huwelijk gearrangeerd met zijn nicht Kishi Yoshiko, de dochter van een biologische broer van zijn vader. Yoshiko was op dat ogenblik elf jaar oud en daarom duurde het nog zeven jaar voor het huwelijk effectief werd voltrokken. Satō Nobusuke gaf zijn familienaam op en zou verder als Kishi Nobusuke geschiedenis schrijven. Kishi Nobusuke en Yoshiko kregen twee kinderen, zoon Nobukazu en dochter Yoko.

## Studie
Kishi’s opleiding aan de meest prestigieuze instellingen in Japan, bereidde hem voor op een carrière in de bureaucratie. In 1917 studeerde hij met onderscheiding af aan de Tokio Eerste Hogere School. Daarna ging hij rechten studeren aan de Universiteit van Tokio, waar hij les kreeg van onder andere Uesugi Shinkichi (1878-1929).
In de politieke debatten aan de universiteit kwam Kishi naar voren als conservatief en vurig nationalistisch. Op dat ogenblik werd Kishi sterk beïnvloed door de ideeën van Ikki Kita (北一輝) (1883-1937), die een radicale omwenteling van de Japanse maatschappij voor ogen had. Hoewel hij zelf tot de rechtervleugel behoorde, was Kishi bevriend met linksgezinden, die de leiders van de Japanse Sociaal-Democratische Partij (社会民主党) zouden worden. Het is kenmerkend voor Kishi dat deze vriendschappen ook dan overeind bleven. In zijn verdere leven zal Kishi een uitgebreid sociaal netwerk onderhouden, over alle strekkingen heen. In 1920 studeerde Kishi met grootse onderscheiding af.

## Loopbaan

#### Bureaucratie
Nadat hij afstudeerde in 1920, werd Kishi ambtenaar bij het toenmalige ministerie van Landbouw en Handel. Later werden de verantwoordelijkheden van dit ministerie opgesplitst en zette Kishi zijn loopbaan voort binnen het ministerie van Handel en Industrie (MITI), waar hij opklom in de hiërarchie.
Geholpen door vice-minister Yoshino Shinji (1888-1971) werd hij achtereenvolgens Chef Sectie Industrieel Beleid (begin 1932), Chef Sectie Documentatie (eind 1933) en ten slotte Chef Bureau Industriële Zaken' (1935). Door onenigheden binnen het ministerie dienden Yoshino en Kishi in 1936 beiden ontslag in.

#### Mantsjoerije
Kort nadien werd Kishi plaatsvervangend directeur van de industriële afdeling en daarmee een van de topambtenaren in het burgerlijk bestuur van Mantsjoerije, een marionettenstaat onder controle van het Kantō-leger. Tot dan toe had het Kantō-leger met president Matsuoka Yōsuke (1880-1946) van de Zuid-Mantsjoerije Spoorwegen geprobeerd een door de staat gecontroleerde industriële ontwikkeling door te voeren. Dit was mislukt door gebrek aan degelijk management en kapitaal. In de zomer van 1936 stelde de legerstaf een realistischer vijfjarenplan voor de industrie in Japan en Mantsjoerije op.
Het is niet geheel duidelijk in welke mate Kishi betrokken was bij de opstelling van het plan, maar het is een feit dat de toenmalige stafchef van het Kantō-leger, Itagaki Seishirō (1885-1948), Kishi de vrije hand gaf bij het uitvoeren van het plan. Om te helpen bij de uitvoering, riep Kishi de hulp in van Aikawa Yoshisuke, leider van de Nissan zaibatsu. Het leger aanvaardde Aikawa omwille van zijn persoonlijke banden met Kishi, en omdat de Nissan zaibatsu bestond uit hoog-technologische bedrijven.
Tijdens deze periode werden in Japan verschillende wetten opgesteld die betrekking hadden op de industrie. De ‘Automobile Manufacturing Industry Law’ werd opgesteld door Kishi en achter de schermen door Aikawa uitgevoerd. De wet werd in juli 1936 van kracht en was erop gericht de activiteiten van buitenlandse autofabrikanten in Japan aan banden te leggen. Kishi’s methode van het beschermen van belangrijke industrieën, waarvoor hij ideeën opdeed bij studiereizen naar Duitsland, zorgde ervoor dat de bedrijven Toyota en Nissan door de staat goedgekeurd werden. De buitenlandse bedrijven, Ford en General Motors werd het leven zo moeilijk gemaakt, dat ze beide voor bijna twee jaar hun productie in Japan volledig stillegden.
In 1937 werd Tōjō Hideki (1884-1948) bevorderd tot stafchef van het Kantō-leger. In Hsinking, de hoofdstad van Mantsjoerije stonden Kishi Nobusuke, Aikawa Yoshisuke, Matsuoka Yōsuke, Tōjō Hideki en Hoshino Naoki (Chef Agentschap Generale Zaken) bekend als ‘de twee kis en drie sukes' (ni ki san suke). Vier van hen zouden topfuncties krijgen in de Japanse regering, onder wie Kishi en Tōjō die uiteindelijk zelfs premier werden.

#### De Tweede Wereldoorlog
Toen Tōjō Hideki in oktober 1941 eerste minister werd, nam hij Kishi op in zijn kabinet. Kishi was betrokken bij de voorbereiding van de Aanval op Pearl Harbor en was mede-ondertekenaar van de oorlogsverklaring aan de Verenigde Staten van 8 december 1941.
Eerst als minister van Handel en Industrie en later als hoofd van het ministerie van Munitie, overzag hij de verplichte tewerkstelling van honderdduizenden Chinezen en Koreanen en was hij verantwoordelijk voor de militaire productie.
Tegen 1944 was Kishi geen voorstander meer van het voortzetten van de oorlog. Tijdens een kabinetsvergadering in april 1944 adviseerde hij Tōjō niet langer te vechten, indien Saipan zou vallen. Tōjō nam dit advies niet ter harte en zijn kabinet viel 13 dagen na de slag om Saipan (15 juni-9 juli 1944).
Omdat Kishi openlijk had verklaard dat de oorlog verloren was, werd hij vervolgd door de geheime politie. Daarop trok hij met zijn gezin terug naar Yamaguchi, slechts zeventig mijl van Hiroshima waar op 6 augustus 1945 de verwoestende atoombom viel.
Toen de geallieerde troepen in augustus 1945 Japan bezetten, werd Kishi gearresteerd en als 'klasse A'-oorlogsmisdadiger opgesloten.

#### Na de oorlog
Tijdens zijn verblijf in de gevangenis van Sugamo, las Kishi onder over Confucius en verdiepte hij zich in het westerse liberalisme. Later vertelde Kishi dat hij uiteindelijk tot de conclusie moest komen dat de oorlog vanaf het begin nutteloos was geweest en dat Japan nooit in een oorlog verwikkeld had moeten raken.
Het doel van de bezetters was om Japan te democratiseren, te ontwapenen en economisch te hervormen. In 1947 was de situatie op wereldvlak echter ingrijpend veranderd en wilden de Verenigde Staten absoluut voorkomen dat Japan onder Sovjet-invloed zou komen. Daarom werd een ‘American Council on Japan’ in het leven geroepen, die een nieuwe koers moest uitstippelen. Een van de leden was Joseph C. Grew (1880-1965), voormalig ambassadeur in Japan, die in 1942 een persoonlijke vriendschap met Kishi had opgebouwd. In december 1948 werd Kishi vrijgelaten wegens 'gebrek aan bewijs'. De 'American Council on Japan' bleef in werking tot 1952. In die periode werd Kishi’s imago opgepoetst, onder andere dankzij zijn reizen naar Europa en de Verenigde Staten.

#### Politieke comeback
In 1952 werd Kishi lid van de Democratische Partij van Hatoyama Ichirō (1883-1959), waarin zowel dissidenten uit de Liberale Partij van Yoshida Shigeru (1878-1967), als progressievelingen zaten.
Kishi had vele persoonlijke contacten met invloedrijke politici en zakenlui en was een meester in het werken achter de schermen (machiai seiji待合政治). In de verwarrende naoorlogse politieke situatie, kon hij hierdoor rekenen op een sterke achterban. Hoewel Kishi een anti-socialistisch blok wilde creëren, werkte hij samen met de socialisten om Yoshida uit de macht te zetten, waarna Hatoyama de nieuwe eerste minister werd.
In 1955 kwamen de twee conservatieve partijen samen in de nieuw opgerichte Liberaal Democratische Partij (LDP). Als secretaris-generaal van de partij, kon Kishi voor zijn fondsenwerving rekenen op zijn vele contacten. Kishi onderhield goede contacten met zowel de democratische fractie van Hatoyama, als de liberale fractie die ondertussen geleid werd door Kishi’s jongere broer Satō Eisaku (1901-1975). Dit alles verstevigde zijn positie binnen de partij.
Kishi’s inspanningen bij de vorming van het conservatieve front, werden door de Verenigde Staten zeer gewaardeerd. Bovendien liet hij weten dat hij het in Japans voordeel vond om nauw samen te werken met de Verenigde Staten. Op die manier kon Kishi de Verenigde Staten overtuigen van zijn bondgenootschap en verzekerde hij zich van hun steun.
Door het samengaan van kleinere fracties in een groter geheel, ontstond er een politiek landschap met een conservatief en een progressief blok. Dit wordt het ‘1955 systeem’ (五十五年体制 gojūgo-nen taisei) genoemd.
In 1956 werd Hatoyama opgevolgd door Tanzan Ishibashi (1884-1973). Kishi werd vicepremier en minister van Buitenlandse Zaken in de regering Ishibashi.

#### Premier

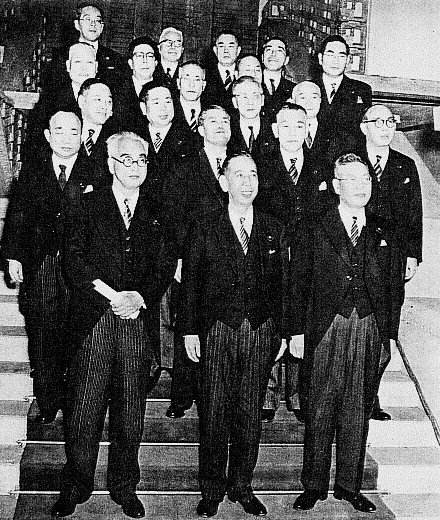
Het eerste kabinet Kishi.

Vijf jaar na zijn terugkeer in de politiek, bereikte Kishi zijn doel. In opvolging van Ishibashi, die wegens ziekte moest aftreden, werd hij op 25 februari 1957 door het kabinet verkozen tot eerste minister. In diezelfde maand werd hij voorzitter van de LDP. Kishi was de 56ste en 57ste premier van Japan. Zijn eerste ambtstermijn liep van 25 februari 1957 tot 12 juni 1958, de tweede van 12 juni 1958 tot 19 juli 1960.
In het eerste jaar van Kishi’s regering, werd Japan lid van de Veiligheidsraad van de Verenigde Naties en werd er schadevergoeding voor de oorlog betaald aan Indonesië. Verder werd er een handelsverdrag met Australië afgesloten en vredesverdragen met respectievelijk Tsjecho-Slowakije en Polen.
Kishi herbevestigde zijn loyaliteit aan de strategie voor de Koude Oorlog van de Verenigde Staten. Hij voerde een vijandig beleid tegenover China, volledig in lijn met de verwachtingen van Amerika. Op binnenlands vlak zorgde Kishi voor economische stimulansen. Hij zette zich onvermoeibaar in om buitenlandse erkenning te krijgen voor Japan.
Kishi probeerde de democratische verworvenheden terug te schroeven, maar slaagde hier slechts gedeeltelijk in. Hij wilde de keizer weer meer als staatshoofd dan als symboolfunctie zien, hij was voorstander om provinciegouverneurs niet langer te laten verkiezen maar aan te duiden en wilde verkozen leden van de Japanse senaat vervangen door aangestelde leden. Verder wilde Kishi meer macht toekennen aan de politie. Dit stuitte op hevig verzet en uiteindelijk moest Kishi zijn plan opgeven.
Dit alles maakte Kishi niet populair bij een groot deel van de bevolking. Studenten, socialisten en intellectuelen stelden zich vragen bij Kishi’s plannen om de grondwet aan te passen, en het leger en de politie meer macht te geven. Bovendien stond Kishi door zijn betrokkenheid bij het Tōjō-regime en door zijn zwaar oorlogsverleden, voor velen symbool voor een tijdperk dat ze liefst wilden vergeten.
Kishi is voornamelijk bekend geworden vanwege de herziening van het  veiligheidsverdrag met de Verenigde Staten in 1960.

#### Hernieuwing Veiligheidsverdrag
Op 8 september 1951 ondertekenden 49 landen het vredesverdrag van San Francisco, waardoor Japan door de ondertekenende landen als soevereine staat werd erkend. Op dezelfde dag ondertekenden Japan en de Verenigde Staten het veiligheidsverdrag, dat Japan verzekerde dat het voor zijn defensie kon rekenen op de Verenigde Staten. Het veiligheidsverdrag gaf onder meer de Verenigde Staten het recht militairen te stationeren in Japan.
Het veiligheidsverdrag stuitte op veel weerstand. De linkerzijde vond het verdrag in strijd met de grondwet en vreesde dat de Amerikaanse bases in Japan een gevaar betekenden, omdat ze ‘uitdagend’ waren in de ogen van Japans vijanden. De conservatieven waren van mening dat het verdrag Japan onder Amerikaanse voogdij plaatste.
De recent samengestelde Japanse Socialistische Partij kreeg meer en meer aanhang voor haar eisen naar economische hervorming en de afschaffing van het vernederende veiligheidsverdrag. Er werd voorspeld dat de partij bij de verkiezingen in 1958 bijna evenveel zetels zou halen als de LDP. De Verenigde Staten hadden er echter alle belang bij dat Kishi eerste minister zou blijven, en hoopten dat een aanpassing van het veiligheidsverdrag het tij zou keren.
In juni 1957 reisde Kishi naar Washington. De Verenigde Staten zegden toe binnen het jaar hun grondtroepen terug te trekken en er werden onderhandelingen gestart over een aanpassing van het verdrag. In het herziene verdrag werd de passage over de Amerikaanse tussenkomst in interne Japanse aangelegenheden weggelaten en werd er meer nadruk gelegd op wederzijdse consultatie en verplichtingen. Volgens het herziene verdrag moesten beide naties gezamenlijk optreden in geval een van hen wordt aangevallen. Het herziene verdrag werd in januari 1960 in Washington ondertekend.

#### Aftreden

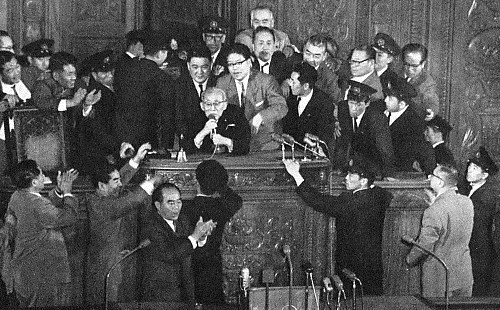
Oppositieleden verhinderen de voorzitter tot stemming over te gaan

Kritische intellectuelen beschouwden de wijzigingen in het hernieuwde verdrag als puur cosmetisch en pleitten voor opzegging. Er werd ook gevreesd dat het hernieuwde verdrag Japan zou dwingen om alle VS-acties in het Stille Zuiderzeegebied te steunen, waardoor Japan ongewild een doelwit zou kunnen worden in een nieuwe oorlog.
Kishi was echter vastbesloten het verdrag te laten goedkeuren door het parlement. Tijdens de parlementaire debatten werden de conflicten intenser en verzwakten Kishi’s positie. Buiten het parlement uitten studenten, socialisten, communisten, vakbondsleiders en intellectuelen hun ongenoegen en zorgden zo voor de grootste politieke onrust sinds de oorlog. In het parlement verslechterde de situatie, tijdens een bijeenkomst in mei 1960 werd de politie door de regering opgeroepen om de oppositieleden te verwijderen. Kishi maakte hiervan gebruik om het verdrag te laten aannemen.
Door zijn slinks optreden verloor Kishi in brede kring zijn geloofwaardigheid en groeide het protest tegen zijn persoon en tegen het verdrag verder aan. Er volgden weken van massale demonstraties (anpo tōsō, 安保闘争), niet enkel tegen het verdrag, maar ook tegen de wijze waarop het was doorgedrukt. Uiteindelijk restte Kishi niets anders dan af te treden. Hij werd als premier opgevolgd door Hayato Ikeda  (1899-1965). Op 14 juli 1960 werd Kishi met een dolk gestoken op het moment dat hij zijn woning wilde binnengaan. De verwonding was niet ernstig en hij herstelde in het ziekenhuis. De dader werd gearresteerd en veroordeeld.

## Na zijn politieke carrière
Na zijn aftreden bleef Kishi actief lid van de LDP. Hij oefende geen openbare functie meer uit, maar bleef zeer invloedrijk op industrieel-politiek gebied, zowel voor als achter de schermen. In 1967 werd hij formeel leider van de Chuseiren (chusho kigyo seiji renmei), de belangrijkste federatie van eigenaars van kleine en middelgrote industrieën. Kishi leidde de Chuseiren tot aan zijn dood. Hij overleed op 7 augustus 1987.
- CiNii: DA00468727
- Gemeinsame Normdatei: 124545696
- International Standard Name Identifier: 0000 0000 8351 6563
- Library of Congress Control Number: n81127217
- National Archives and Records Administration: 10569980
- Bibliotheek van het Japanse parlement: 00031701
- Nationale Bibliotheek van Israël: 987007576495105171
- Nederlandse Thesaurus van Auteursnamen: 185285236
- Réseau des bibliothèques de Suisse occidentale: 02-A018828365
- SNAC: w60p2dh5
- Système universitaire de documentation: 133564789
- Virtual International Authority File: 3408167
- WorldCat: E39PBJdMbxVxKHBG869CqHJFKd

Ito Hirobumi · Kuroda Kiyotaka · Sanetomi Sanjo · Yamagata Aritomo · Matsukata Masayoshi · Ito Hirobumi · Kuroda Kiyotaka · Matsukata Masayoshi · Ito Hirobumi · Okuma Shigenobu · Yamagata Aritomo · Ito Hirobumi · Saionji Kinmochi · Katsura Tarō · Saionji Kinmochi · Katsura Tarō · Saionji Kinmochi · Katsura Tarō · Yamamoto Gonnohyōe · Ōkuma Shigenobu · Terauchi Masatake · Hara Takashi · Uchida Kosai · Takahashi Korekiyo · Katō Tomosaburō · Uchida Kosai · Yamamoto Gonnohyōe · Kiyoura Keigo · Katō Takaaki · Wakatsuki Reijirō · Tanaka Giichi · Osachi Hamaguchi · Kijūrō Shidehara · Osachi Hamaguchi · Wakatsuki Reijirō · Inukai Tsuyoshi · Takahashi Korekiyo · Saitō Makoto · Keisuke Okada · Fumio Gotō · Keisuke Okada · Kōki Hirota · Senjūrō Hayashi · Fumimaro Konoe ·
Hiranuma Kiichirō · Nobuyuki Abe · Mitsumasa Yonai · Fumimaro Konoe · Hideki Tojo · Kuniaki Koiso · Kantarō Suzuki · Prins Higashikuni Naruhiko · Kijūrō Shidehara · Shigeru Yoshida · Tetsu Katayama · Hitoshi Ashida · Shigeru Yoshida · Ichirō Hatoyama · Tanzan Ishibashi · Nobusuke Kishi · Tanzan Ishibashi · Nobusuke Kishi · Hayato Ikeda · Eisaku Satō · Kakuei Tanaka · Takeo Miki · Takeo Fukuda · Masayoshi Ōhira · Masayoshi Ito · Zenko Suzuki · Yasuhiro Nakasone · Noboru Takeshita · Sōsuke Uno · Toshiki Kaifu · Kiichi Miyazawa · Morihiro Hosokawa · Tsutomu Hata · Tomiichi Murayama · Ryutaro Hashimoto · Keizo Obuchi · Mikio Aoki · Keizo Obuchi · Yoshiro Mori · Junichiro Koizumi · Shinzo Abe · Yasuo Fukuda · Taro Aso · Yukio Hatoyama · Naoto Kan · Yoshihiko Noda · Shinzo Abe · Yoshihide Suga · Fumio Kishida ·  Shigeru Ishiba